# 圣法尔若站
圣法尔若站（法語：Saint-Fargeau）是巴黎地鐵3號線支線的一個車站，得名于圣法尔若广场。圣法尔若站開業於1921年11月27日，最早是地鐵3號線的車站。1971年3月27日，圣法尔若改為巴黎地鐵3號線支線的車站。 

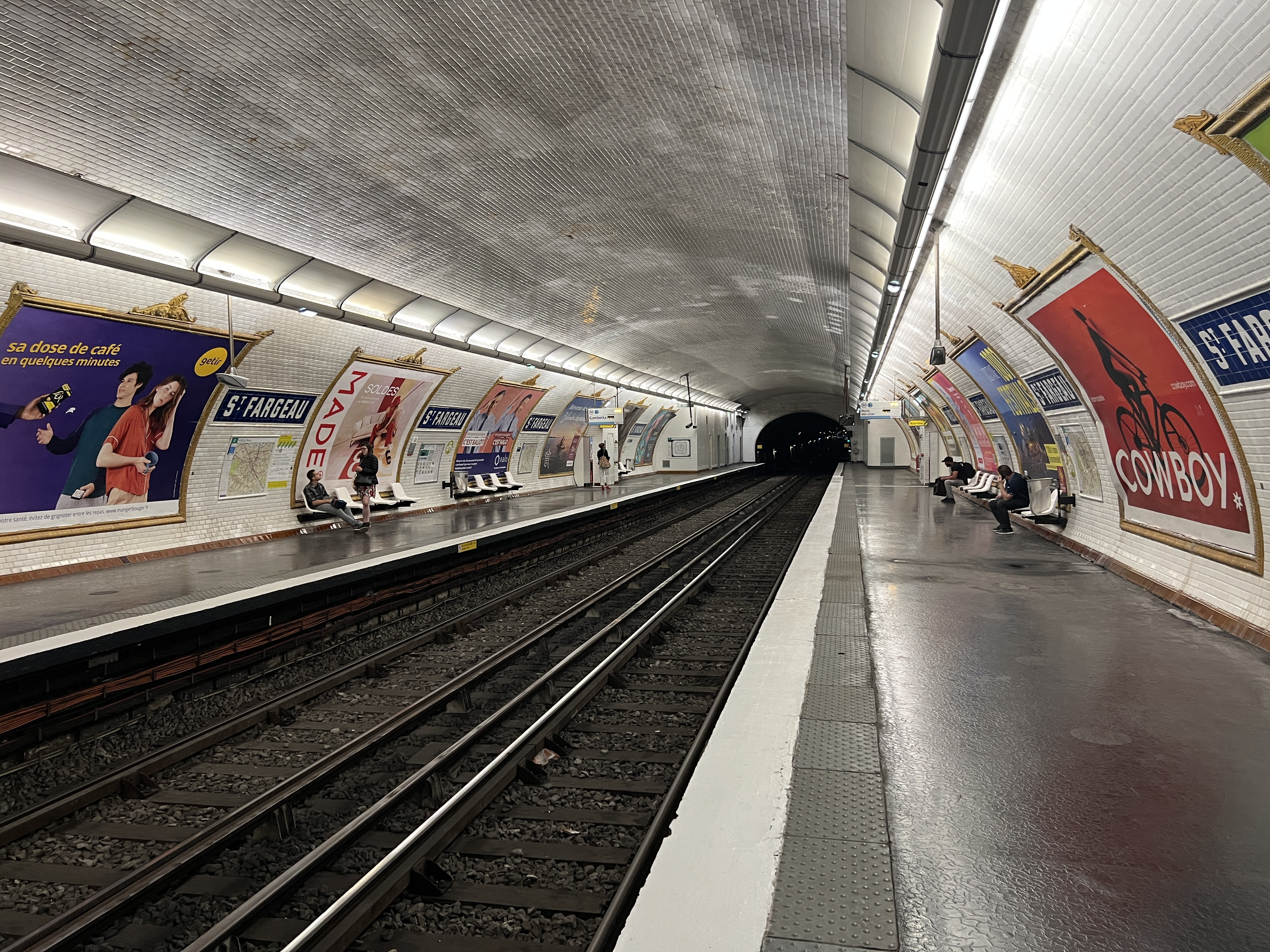
月台 (2022年6月)

## 車站結構
| 街道層        |                    |                      |
| B1            | 夾層               |                      |
| 3號線支線月台 | 側式月台，右側開門 | 側式月台，右側開門   |
| 3號線支線月台 | 南行               | 往甘必大（佩尔波尔） |
| 3號線支線月台 | 北行               | 往莱利拉门（總站）   |
| 3號線支線月台 | 側式月台，右側開門 |                      |